# Blajan
Blajan is een gemeente in het Franse departement Haute-Garonne (regio Occitanie) en telt 513 inwoners (2008). De plaats maakt deel uit van het arrondissement Saint-Gaudens. De inwoners van het dorp worden Blajanais genoemd.

## Geschiedenis
De naam Blajan komt van het Gallo-Romeinse Blaius, gevolgd door het achtervoegsel Anum. De stad Blajan is in 1283 door de graaf van Foix, Roger-Bernard III, gesticht. Het was oorspronkelijk ommuurd. Vanaf de middeleeuwen worden er in de stad tegels gemaakt.

## Het huidige dorp
In Blajan kruisen de wegen D17 en D55B de D633. Er is een gotische kerk, een gemeentehuis en een postkantoor. In het westen van de stad is een tegelmuseum, Musée de la Tuile. Er is een bron: de Lard. In het noorden stroomt de Gesse en de Bernesse loopt in het zuiden.

## Geografie

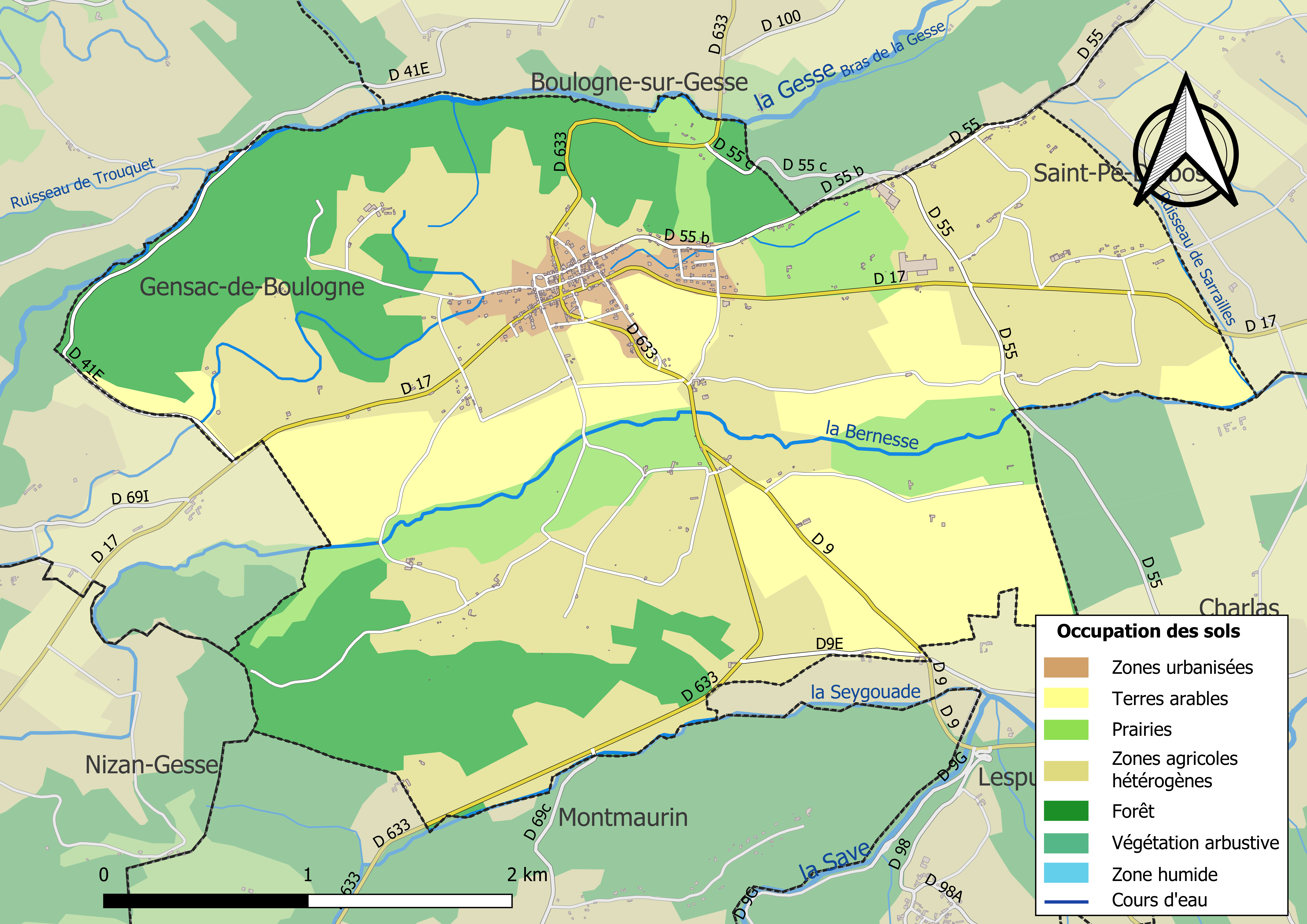
Kaart van de gemeente met de belangrijkste infrastructuur, bodemgebruik en omliggende gemeenten

De oppervlakte van Blajan bedraagt 12,7 km², de bevolkingsdichtheid is 40,4 inwoners per km².

## Demografie
Onderstaande figuur toont het verloop van het inwonertal (bron: INSEE-tellingen).